# Елдорејдо (Мериленд)
Елдорејдо (енгл. Eldorado) град је у америчкој савезној држави Мериленд.

## Демографија
По попису из 2010. године број становника је 59, што је 1 (-1,7%) становника мање него 2000. године.
| Група             | 2000.      | 2010.      |
| Белци             | 58 (96,7%) | 47 (79,7%) |
| Афроамериканци    | 1 (1,7%)   | 6 (10,2%)  |
| Азијати           | 0 (0,0%)   | 1 (1,7%)   |
| Хиспаноамериканци | 0 (0,0%)   | 1 (1,7%)   |
| Укупно            | 60         | 59         |